# Parti Qaumi Watan
Le Parti Qaumi Watan (en pachto : قومي وطنپال ګون, en  ourdou : قومی وطن پارٹی) est un parti politique pakistanais, anciennement appelé Parti du peuple pakistanais (Sherpao). Il est dirigé et a été fondé par Aftab Ahmad Sherpao qui a quitté le Parti du peuple pakistanais en 2002 pour former un parti dissident. 
Principalement influant dans la province de Khyber Pakhtunkhwa, il a changé son nom en Parti Qaumi Watan en 2012 tout en recentrant son discours vers les droits des Pachtounes. Réalisant une performance locale en 2013, il participe brièvement au gouvernement de Khyber Pakhtunkhwa.

## Historique

### Fondation à la suite d'une dissidence
Le parti a été fondé le 17 octobre 2002 par Aftab Ahmad Sherpao, qui forme une dissidence par rapport au Parti du peuple pakistanais à la suite de divergences avec Benazir Bhutto.
Le parti remporte deux députés lors des élections législatives de 2002, son premier scrutin, ainsi que treize députés provinciaux. Cette performance sera sa meilleure. Lors des élections législatives de 2008, il remporte un seul siège fédéral et six provinciaux.

### Refondation
En 2012, le parti se réforme un an avant les élections générales et alors qu'il bénéficie de nouvelles adhésions, notamment venant d'anciens membres du Parti national Awami. Il change son nom pour Parti Qaumi Watan, adopte un nouveau drapeau et un nouveau programme politique, orientant sa ligne politique clairement en faveur du droit des Pachtounes, minorité ethnique fortement présente dans la province de Khyber Pakhtunkhwa notamment.
Le nouveau drapeau rouge, noir et blanc du parti représente l'Émirat d'Afghanistan sous le règne Habibullah Ghazi, qui a été en vigueur moins d'un an.

### Participation au gouvernement de Khyber Pakhtunkhwa en 2013

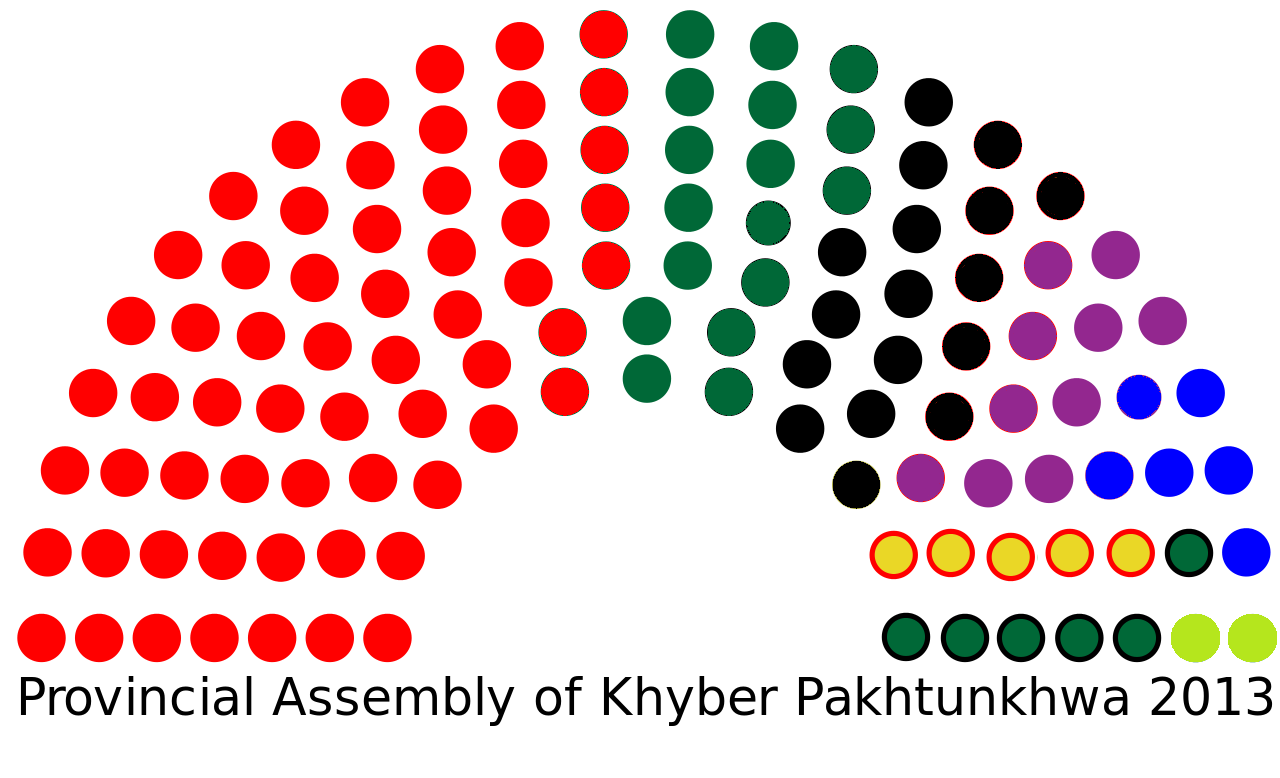
Composition de l'Assemblée provinciale de Khyber Pakhtunkhwa entre 2013 et 2018, avec le Qaumi Watan en violet.

À la suite des élections législatives de 2013, il remporte comme en 2008 un seul siège fédéral. En revanche, il décroche dix sièges à l'Assemblée provinciale de Khyber Pakhtunkhwa durant ce scrutin puis forme un gouvernement local de coalition avec le Mouvement du Pakistan pour la justice et obtient trois ministères.
Cela dit, l'alliance éclate après l'expulsion de deux ministres du gouvernement par le ministre en chef Pervez Khattak en novembre 2013, à la suite d'allégations de corruption. Selon le Mouvement du Pakistan pour la justice, les ministres auraient déjà été avertis pour leurs pratiques, puis auraient récidivé, entrainant cette mesure ferme de la part du mouvement qui avait axé sa campagne électorale contre la corruption. En retour, les dirigeants du Qaumi Watan démentent et demandent que les preuves de corruption soient apportées à la justice. D'un autre côté, des analystes notent aussi que des divergences politiques importantes étaient apparues entre les deux partis, le Qaumi Watan s'opposant à la politique d'apaisement envers les talibans, au blocage des ravitaillements de l'OTAN ou au retrait de textes d'auteurs nationalistes pachtounes dans les programmes scolaires.
Le parti est largement défait lors des élections législatives de 2018, perdant tous ses sièges fédéraux et provinciaux. En 2020, il rejoint le Mouvement démocratique pakistanais, une coalition de partis d'opposition s'opposant au Premier ministre Imran Khan.

## Résultats

### Législatives
| Année | Votes   | %   | Députés | Position   |
| ----- | ------- | --- | ------- | ---------- |
| 2002  | 98 638  | 0,3 | 2 / 342 | Opposition |
| 2008  | 140 707 | 0,4 | 1 / 342 | Opposition |
| 2013  | 46 574  | 0,1 | 1 / 342 | Opposition |
| 2018  | 55 722  | 0,1 | 0 / 342 | Opposition |

### Khyber Pakhtunkhwa
| Année | Votes   | % (votes) | % (sièges) | Députés  | Rang | Position |
| ----- | ------- | --------- | ---------- | -------- | ---- | -------- |
| 2002  | 291 210 | 9,69      | 10         | 13 / 124 | 6e   |          |
| 2008  | 215 474 | 6,24      | 5          | 6 / 124  | 6e   |          |
| 2013  | 193 964 | 3,60      | 8          | 10 / 124 | 5e   |          |